# Macellicephala arctica
Macellicephala arctica är en ringmaskart som först beskrevs av Knox 1959.  Macellicephala arctica ingår i släktet Macellicephala och familjen Polynoidae. Inga underarter finns listade i Catalogue of Life.